# The Agency
The Agency är en amerikanskt producerat thriller- och dramaserie (baserad på en fransk tv-serie "Le Bureau des Légendes" (2015) ) som hade premiär den 29 november 2024. Den första säsongen som består av 10 avsnitt.

## Handling
Serien kretsar kring Martian, en CIA-agent som jobbar undercover som beordras att lämna sitt undercoverliv och återvända till sin station i London. När ett gammalt ex dyker tänds kärleken igen. De båda kastas in i ett dödligt spel av internationella intriger och spionage.

## Rollista (i urval)
- Michael Fassbender - Brandon "Martian"
- Jeffrey Wright - Henry Ogletree
- Jodie Turner-Smith - Dr. Samia "Sami" Zahir
- Richard Gere - James Bradley
- Katherine Waterston - Naomi
- Harriet Sansom Harris - Dr. Rachel Blake
- John Magaro - Owen
- Alex Jennings - Frank
- Bilal Hasna - Simon
- Tom Vaughan-Lawlor - Ben